# Estación Qinling
La base Qinling es una base de investigación antártica operada por el Instituto de Investigaciones Polares de China. Está situada en el extremo sur de la isla Inexpresable en la Bahía Terra Nova, Costa Scott, Tierra Victoria, en la costa del Mar de Ross,, Antártida Oriental.

## Diseño
La estación tiene una superficie de 5244 m² (56 446 ft²), y tiene la forma de la Cruz del Sur, en honor a Zheng He, almirante y diplomático durante la dinastía Ming. Está diseñado para funcionar durante todo el año, con espacio suficiente para hasta 80 personas durante el verano austral. El sistema eléctrico de la central entró en funcionamiento a principios de 2025 e incluye una capacidad de generación de 100 kW de energía eólica, 130 kW de energía solar, 30 kW de energía de hidrógeno y un sistema de almacenamiento de baja temperatura de 300 kWh, junto con un generador de energía diésel y un sistema de control.

## Historia
La estación se inauguró en 2018, pero la construcción se retrasó debido a la pandemia de COVID-19. En noviembre de 2023, China envió una flota con más de 460 efectivos para ayudar a completar la construcción de la estación. El 7 de febrero de 2024, la República Popular China inauguró oficialmente la estación Qinling.    La estación fue la quinta estación de investigación de China en el continente y la tercera permanente (funcionando todo, después de la Gran Muralla y Zhongshan .
El Centro de Estudios Estratégicos e Internacionales, un centro de estudios estadounidense, informó que se espera que la estación incluya un observatorio con una estación terrestre de satélite, y que el equipo podría utilizarse para recopilar señales de inteligencia y para rastrear cohetes lanzados desde el Centro Espacial de Arnhem en Australia. China rechazó las afirmaciones de que la estación sería utilizada para espionaje. Se esperaba que una estación terrestre satelital fuera parte de la estación de investigación, pero las primeras fotografías del sitio no detectaron la presencia de tal estructura.
En marzo de 2025, China anunció sus planes de construir su sexta estación antártica, para investigaciones de verano, en Cox Point (74°57'S, 136°41'W) en la Tierra de Marie Byrd, Antártida Occidental. 